# Miraclathurella
Miraclathurella é um gênero de gastrópodes pertencente a família Pseudomelatomidae.

## Espécies
- †Miraclathurella amica (Pilsbry & Johnson, 1917)
- Miraclathurella bicanalifera (Sowerby I, 1834)[2]
- †Miraclathurella darwini (Philippi, 1887)
- †Miraclathurella entemma Woodring, 1928
- †Miraclathurella eucharis Woodring, 1970
- †Miraclathurella gracilis (Gabb, 1866)
- Miraclathurella herminea (Bartsch, 1934)[3]
- Miraclathurella mendozana Shasky, 1971[4]
- †Miraclathurella vittata Woodring, 1928

Espécies trazidas para a sinonímia
- Miraclathurella acapulcanum Pilsbry & Lowe, 1932: sinônimo de Miraclathurella bicanalifera (G.B. Sowerby I, 1834)
- Miraclathurella aguadillana (Dall & Stimpson, 1901): sinônimo de Lioglyphostoma aguadillanum (Dall & Stimpson, 1901)
- Miraclathurella clendenini García, 2008:[5] sinônimo de Darrylia clendenini (García, 2008) (combinação original)
- Miraclathurella gracillima Carpenter, 1856: sinônimo de Miraclathurella bicanalifera (G.B. Sowerby I, 1834)
- Miraclathurella kleinrosa (Nowell-Usticke, 1969):[6] sinônimo de Darrylia kleinrosa (Nowell-Usticke, 1969)
- Miraclathurella nitida Sowerby I, 1834: sinônimo de Miraclathurella bicanalifera (G.B. Sowerby I, 1834)
- Miraclathurella peggywilliamsae Fallon, 2010: sinônimo de Darrylia peggywilliamsae (Fallon, 2010) (combinação original)
- Miraclathurella variculosa Sowerby I, 1834: sinônimo de Miraclathurella bicanalifera (G.B. Sowerby I, 1834)